# Cramahe
Cramahe to gmina (ang. township) w Kanadzie, w prowincji Ontario, w hrabstwie Northumberland.
Powierzchnia Cramahe to 201,55 km².
Według danych spisu powszechnego z roku 2001 Cramahe liczy 5713 mieszkańców (28,35 os./km²).